# Nikolaos Trikoupis

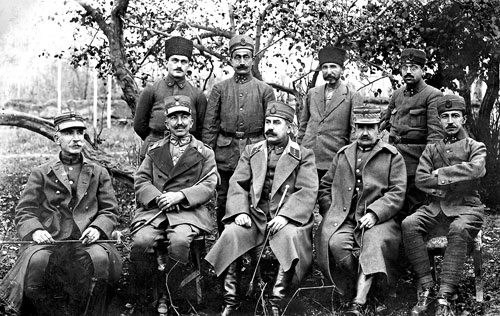
Griechische Generäle im türkischen Kriegsgefangenenlager Kırşehir nach dem Türkischen Befreiungskrieg: (vlnr) General Dimaras (Kommandeur der 4. Division), General Nikolaos Trikoupis (Kommandeur des 1. Korps), Stabsoberst Adnan Bey, General Digenis (Kommandeur des 2. Korps) und Leutnant Emin

Nikolaos Trikoupis (griechisch Νικόλαος Τρικούπης, * 1869 in Messolongi; † 1956) war ein griechischer Offizier und Politiker.
Nikolaos Trikoupis wurde als Sohn von Themistoklis Trikoupis 1869 in Messolongi, Ätolien-Akarnanien, geboren und entstammte einer Familie, die viele Offiziere und Politiker stellte. Sein Cousin Charilaos Trikoupis war siebenmaliger griechischer Ministerpräsident, sein Onkel Spyridon Trikoupis einmalig griechischer Ministerpräsident und sein Bruder Kostandinos Trikoupis Marineminister. Nikolaos Trikoupis besuchte nach seiner Schulausbildung die griechische Offiziersakademie „Scholi Evelpidon“ in Athen und wurde Offizier der Artillerie. Von 1889 bis 1895 setzte er seine militärische Ausbildung in Frankreich fort. Im Griechisch-Türkischen Krieg von 1897 diente Nikolaos Trikoupis als Stabsoffizier im Divisionsstab der 1. griechischen Division; der Krieg endete mit einer schweren Niederlage für Griechenland. In den Balkankriegen 1912–1913 war Trikoupis Stabsoffizier der 3. griechischen Division unter Vizegeneral Damianos. Mit dem Kriegseintritt Griechenlands auf Seiten der Alliierten im Ersten Weltkrieg 1917 wurde Nikolaos Trikoupis Divisionskommandeur der 3. griechischen Division an der Saloniki-Front.
Im Griechisch-Türkischen Krieg von 1919 bis 1922 war Nikolaos Trikoupis Kommandeur des ersten griechischen Armeekorps mit fünf Divisionen. Bei Afyonkarahisar 1922 führten in der Schlacht von Dumlupınar auch Fehler von Trikoupis zu einer  Niederlage gegen die türkischen Truppen. Er geriet in türkische Kriegsgefangenschaft und kehrte erst 1923 per Gefangenenaustausch nach Griechenland zurück. Aus seiner Gefangenschaft ist eine denkwürdige Begebenheit überliefert: Demnach übergab Trikoupis dem türkischen Oberkommandierenden Mustafa Kemal Atatürk sein Schwert, welches dieser ihm in der „unter Feldherrn der Zeit noch üblichen Grandezza“ wieder zurückreichte. Im Gegensatz zu anderen Offizieren der griechischen Armee (das „Gerichtsverfahren der Sechs“) wurde Trikoupis nach der Niederlage der griechischen Armee juristisch nicht zur Verantwortung gezogen. 1928 wurde Nikolaos Trikoupis Präfekt der Präfektur Attika-Viotia (heute zwei Präfekturen) und übte dieses Amt bis 1930 aus.

## Sportliche Laufbahn
Trikoupis trat als Schütze bei den Olympischen Sommerspielen 1896 in Athen an. Im Wettbewerb des Freien Gewehrs über 300 Meter ist seine genaue Platzierung nicht bekannt. Er kam jedoch nicht unter die besten Fünf. Er trat auch im Militärgewehr über 200 Meter an. Hier erzielte er mit 34 Treffern von 40 Schüssen und 1713 Punkten den dritten Platz.